# All I Want to Do
«All I Wanna Do» es una canción escrita por Dennis Wilson y Steve Kalinich. Fue grabada por la banda de rock estadounidense The Beach Boys para su álbum 20/20 de 1969. Más tarde fue lanzado como lado B de "I Can Hear Music", el sencillo llegó al puesto n.º 24 en los Estados Unidos y el n.º 10 en el Reino Unido.

## Historia
La canción es un hard rock de ritmo rápido con guitarras distorsionadas y un meritorio vocal de Mike Love, ciertamente no suena absolutamente similar a cualquier otra cosa que The Beach Boys habían hecho antes (o después, para el caso). La canción se considera muy controvertida por tener ruidos de sexo en el fundido al fin de la canción; una mujer en medio del acto gritando "¡Madre mía!". También se lo puede escuchar a Dennis Wilson.
Así como "All I Wanna Do", Dennis Wilson también escribió "Never Learn Not to Love", que está relacionada también con el sexo. La canción fue originalmente titulada "Cease to Exist" por el criminal estadounidense Charles Manson, quién estaba asociado con Wilson antes de los asesinatos. Tanto "All I Want to Do" y "Never Learn Not to Love" se incluyeron en el álbum 20/20.
Se grabó una versión en vivo de la canción en 1968 para Live in London, pero finalmente fue descartada para el álbum. La grabación permaneció inédita hasta la aparición del álbum Rarities en 1983. La versión de estudio fue compilada en Sunshine Dream de 1982.